# Срећни људи: Новогодишњи специјал
Срећни људи: Новогодишњи специјал је југословенски телевизијски филм из 1996. године. Режирао га је Александар Ђорђевић, а сценарио су писали Синиша Павић и Љиљана Павић.

## Улоге
| Глумац                   | Улога                                           |
| ------------------------ | ----------------------------------------------- |
| Велимир Бата Живојиновић | Аранђел Голубовић                               |
| Радмила Савићевић        | Ристана „Риска“ Голубовић                       |
| Живојин Жика Миленковић  | Тиосав Марјановић „Гарац“                       |
| Ружица Сокић             | Велиборка Продановић                            |
| Ђуза Стојиљковић         | Маринко Биџић / Конте Марио Марко дел Тинторето |
| Данило Лазовић           | Шћепан Шћекић                                   |
| Светлана Бојковић        | Антонија Милорадовић                            |
| Душан Почек              | Илија Пандуровић                                |
| Жижа Стојановић          | Цана Фонтана                                    |
| Душан Голумбовски        | Озрен Солдатовић                                |
| Љиљана Стјепановић       | Озренка Солдатовић                              |
| Никола Симић             | Михајло Остојић                                 |
| Ева Рас                  | Смиљка Миљковић                                 |
| Светислав Гонцић         | Часлав „Чарли“ Марјановић                       |
| Милица Милша             | Лара Симоновић                                  |
| Иван Бекјарев            | Бошко Деспотовић                                |
| Јелисавета Саблић        | Маријана Колаковић                              |
| Аљоша Вучковић           | Феђа Зечевић                                    |
| Александар Дунић         | Горан Попац                                     |
| Богдан Кузмановић        | Роки, Озренов телохранитељ                      |
| Милош Тимотијевић        | Пабло                                           |
| Љубиша Баровић           | Рецепционер                                     |
| Саша Пилиповић           | Инспектор                                       |
| Предраг Смиљковић        | Судија                                          |
| Ненад Цигановић          | Плесач                                          |
| Тања Дивнић              | Марина Попац                                    |
| Радојко Јоксић           | Мајстор                                         |
| Ђорђе Цакић              | Остојићев син Прцко                             |
| Милутин Јевђенијевић     | Портир                                          |
| Небојша Кундачина        | Рекеташ                                         |
| Драгомир Станојевић      |                                                 |
| Јанко Миливојевић        | Небојша „Неца“ Голубовић                        |
| Катарина Вићентијевић    | Заза Патрножић                                  |